# Тала (язык)
Тала (англ. tala) — один из языков западночадской ветви чадской семьи.
Распространён в центральных районах Нигерии. Численность говорящих — около 1000 человек (1993). Язык бесписьменный.

## Классификация
Согласно классификациям чадских языков, представленным в справочнике языков мира Ethnologue и в работах британского лингвиста Роджера Бленча, язык тала вместе с языками гурунтум-мбаару, джу и зангвал включён в подгруппу гурунтум группы B3 (у Роджера Бленча — группы заар) подветви B западночадской ветви. В классификациях чадских языков, опубликованных в работе С. А. Бурлак и С. А. Старостина «Сравнительно-историческое языкознание» и в статье В. Я. Порхомовского «Чадские языки» (лингвистический энциклопедический словарь), группе B3 соответствует группа южные баучи, а подветви B — подветвь баучи-баде. Чешский лингвист Вацлав Блажек относит к группе южных баучи подгруппу, включающую языки гурунтум, зангвал, шо, джими и тала.

## Общие сведения
На языке тала говорят в селениях Кука и Талан Каса, расположенных в центральных областях Нигерии к югу от города Баучи. Согласно современному административно-территориальному делению Нигерии, эти селения входят в состав района Баучи штата Баучи.
С севера, запада и востока к территории распространения языка тала примыкают ареалы западночадских языков: с юго-запада — ареал языка джу, с запада — ареал языка зангвал, с севера и северо-востока — ареал языка гера, с юго-востока — ареал языка гурунтум-мбаару. На юге ареал языка тала граничит с ареалом бантоидного языка джаравской группы дулбу.
Численность носителей языка тала по данным 1993 года, представленным в справочнике Ethnologue — около 1000 человек. По оценкам сайта Joshua Project численность говорящих на языке тала составляет 1700 человек (2016).
Язык тала используется только лишь в устном повседневном общении. Тем не менее, он продолжает устойчиво сохраняться, на нём говорят все поколения представителей этнической общности тала. По вероисповеданию тала являются приверженцами традиционных верований, часть — христиане.